# ASU-76
Die ASU-76 (Awiadessantnaja Samochodnaja Ustanowka; russisch АСУ-76 Авиадесантная самоходная установка, auf Deutsch: Luftlande-Selbstfahrlafette 76) ist eine Luftlande-Selbstfahrlafette aus sowjetischer Produktion. Ihre Aufgabe sollte es sein, isoliert hinter den feindlichen Linien operierenden Luftlandetruppen mobile Artillerieunterstützung zu geben.

## Entwicklungsgeschichte
Im Jahr 1944 entwickelte und fertigte das Werk Nr. 38 auf Eigeninitiative drei Selbstfahrlafetten-Prototypen, welche die Bezeichnung OSU-76 erhielten. Diese Fahrzeuge hatten als Hauptwaffe das 76-mm-Divisionsgeschütz M1942. Bei Tests wurden jedoch diverse Konstruktionsmängel festgestellt, die zur Einstellung des Programms führten. Das Hauptproblem war der Rückstoß der Hauptwaffe, der von der Wanne nicht abgefangen werden konnte. Man hielt an der Grundkonzeption dieser Luftlandelafette fest und beschloss, ein neues, speziell an die Bedürfnisse angepasstes Geschütz zu entwickeln. Das Resultat war eine 76-mm-Kanone mit der Werksbezeichnung LB-76S, die im Dezember 1946 erfolgreich getestet und für den Einbau freigegeben wurde.
Das Werk Nr. 40 in Mytischtschi sollte ab 1946 die Luftlande-Selbstfahrlafette Objekt 570 (ASU-76P) und die davon abgeleitete schwimmfähige Variante Objekt 571 (ASU-76P) produzieren. Die mit der 76-mm-Kanone LB-76S bewaffnete ASU-76 sollte am 17. Dezember 1949 als erste Luftlande-Selbstfahrlafette in die Bewaffnung der Roten Armee aufgenommen werden. Eine Serienfertigung erfolgte jedoch nicht.
Im gleichen Jahr entwickelte man im Waggoninstandsetzungs-Werk Nr. 2 die schwimmfähige Luftlande-SFL K-73, die mit der 57-mm-Kanone Tsch-51 und einem koaxialen 7,62-mm-SG-43-MG ausgerüstet war. Dieser Entwurf setzte sich schließlich durch und wurde als ASU-57 in die Rote Armee eingeführt.

## Technik
Die geschweißte Wanne des ASU-76 war nur leicht gepanzert, um Gewicht zu sparen. Der nach oben hin offene Kampfraum war nur mit einer Plane bedeckt. Die Wannenfront war abgeschrägt, die Seiten standen vertikal.
Für den Antrieb wurde der wassergekühlte Sechszylinderbenzinmotor GAZ-51E mit einer Leistung von 78 PS verwendet. Er war wie das Vierganggetriebe hinten rechts verbaut und trieb die vorneliegende Treibräder an. Die ASU-76 verfügte über ein gummibereiftes Stützrollenlaufwerk mit vier einzeln aufgehängten drehstabgefederte Laufrollen und zwei Stützrollen je Seite.
Die Hauptbewaffnung bildete die 76-mm-Kanone mit der Bezeichnung LB-76S russisch ЛБ-76С, die mittig verbaut wurde. Es konnten 30 Schuss Munition mitgeführt werden. Als zusätzliche Bewaffnung diente ein RP-46-Maschinengewehr.
Die geringen Abmessungen und die geringe Gefechtsmasse von 5,8 Tonnen ermöglichten den Lufttransport und das Absetzen per Fallschirm.

## Versionen
- ASU-76 Objekt 570: Basisversion, vier Prototypen und zwei Vorserienmodelle wurden hergestellt.
- ASU-76P Objekt 571: Schwimmfähige Ausführung, ein Prototyp wurde 1949 produziert.